# 宅島美香
宅島 美香（たくしま みか、1986年6月21日 - ）は、日本の女子プロゴルファー。医療法人偕行会所属。岐阜県多治見市出身。美濃加茂高等学校卒業、名古屋商科大学中退。得意クラブはパター。

## 来歴
8歳の頃から父の勧めでゴルフを始め、12歳で坂田信弘主宰の「坂田ジュニアゴルフ塾」に入塾。2006年プロデビューし、大学を中退した。
2010年1月に興和株式会社の新ブランド「リズム&バランス」とウエア契約を結んだ。

## 戦歴

### アマチュア時代
- 2001年
  - 全日本パブリック選手権 優勝
  - 日本ジュニアゴルフ選手権 2位
- 2002年
  - 夏季インターハイ 2位
  - よさこい高知国体 2位
- 2003年
  - 春季インターハイ 3位
  - 岐阜県レディス 優勝
- 2004年
  - 中部ジュニア選手権 優勝
- 2005年
  - 中部女子アマチュア 優勝
  - 日本女子学生ゴルフ選手権競技 優勝